# Ni una sola palabra
«Ni una sola palabra» es una canción pop rock con elementos del synth pop, interpretada por la cantante mexicana Paulina Rubio e incluida en su octavo álbum de estudio Ananda. La canción ganadora al Premio Billboard Latin Music Awards fue escrita por el compositor español Xabi San Martín, miembro del grupo La Oreja de Van Gogh, y fue producida por el argentino Cachorro López.
Esta canción rápidamente se convirtió en un éxito, y a día de hoy es considerada una de las canciones más emblemáticas del pop en español.

## Lanzamiento
Durante el tercer trimestre del año 2006, la canción fue lanzada por el sello discográfico Universal Music Group como décimo quinto sencillo con ese sello, y en el vigésimo octavo sencillo cronológico de Paulina Rubio. Con ello, como primer corte promocional de Ananda, gozó de un rotundo éxito comercial por lo cual Universal Music decidió programar el lanzamiento de álbum por todo el mundo.
Por su parte, su video musical fue dirigido por el británico Paul Boyd, quien trabajó por primera y única vez con la cantante, y quien destacó por trabajar para artistas como Sting, Kylie Minogue y Shania Twain. Su línea de historia muestra a Paulina Rubio como una Super héroe que vigila la ciudad desde un gran rascacielos y se percata de que una pandilla acecha a una mujer en un estacionamiento. Al darse cuenta, entra y comienza a pelear con ellos.
Respecto a su éxito comercial, «Ni una sola palabra» contó con buena recepción comercial y de crítica. Gracias a esto, la canción se colocó en el Top 10 en las tiendas digitales ITunes, Tarabu y Napster un mes después de su lanzamiento. Además del Premio Billboard Latin Music Awards, también fue certificada triple disco de platino en España por 60.000 ventas digitales y en México se llevó el primer Premio Tarabu de Oro por las 200.000 descargas polifónicas. No obstante, «Ni Una Sola Palabra» catapultó la lista musicales de sencillos en 10 países, incluido el Hot Latin Tracks de la Revista Billboard, convirtiéndose en su tercera canción número uno en dicho ranking.
Con todo esto, «Ni una sola palabra» es considerada, después de «Y yo sigo aquí», el sencillo más importante de Paulina Rubio y el más vendido de manera digital.

## Composición
La canción surgió a partir de un demo titulado "Ni Versos Ni Miradas", escrita por Xabier San Martín, para el disco El viaje de Copperpot, de la banda española La Oreja de Van Gogh, rechazada por  Amaia Montero, quien consideraba que el disco ya estaba completo. 
Reescrito como «Ni Una Sola Palabra», finalmente fue ofrecida a Paulina Rubio, a principios de 2006, por el propio Xabi San Martín. Para ello, la cantante se reunió con el productor argentino Cachorro López en los estudios y en casa de la cantante, en Miami y efectuar la grabación de la canción.

## Video musical
El video musical de «Ni Una Sola Palabra» fue dirigido por el británico Paul Boyd, conocido por trabajar con artistas internacional como Shania Twain, Kylie Minogue y Lenny Kravitz y fue producido por Todd Young. El rodaje se realizó en el rascacielos del centro médico "City of Hope", ubicado en la zona centro de Los Ángeles, California, iniciando las grabaciones el 28 de julio a las 15:00 horas, y finalizando al día siguiente a las 6:00  horas, con un total de 15 horas de trabajo. 
El 5 de septiembre el video se estrenó en Estados Unidos, en el programa matutino Despierta América, de la cadena televisiva Univisión. Poco después se estrenó en horario estelar en Primer Impacto, de la misma compañía televisiva.
Hasta mayo de 2025, el video musical acumuló más de 150 millones de reproducciones en la plataforma de YouTube.

## Rendimiento comercial
En Estados Unidos, debutó en la posición número cuatro de la lista musical que enumera las canciones más escuchadas en las estaciones de radio latinas Billboard Hot Latin Songs o Airplay. En la semana del treinta de septiembre catapultó la lista musical durante cuatro semanas consecutivas. Así «Ni Una Sola Palabra» se convirtió en el tercer número uno de Rubio en la cartelera, después de que «Dame Otro Tequila» (2004) alcanzó dicha posición.

## Otras versiones
En 2019 fue versionada por Vicky Larraz, en el programa de La 1 de TVE La mejor canción jamás cantada.

## Formatos
| CD-sencillo Estados Unidos |                                       |          |  |
| N.º                        | Título                                | Duración |  |
| 1.                         | «Ni Una Sola Palabra» (Álbum Versión) | 03:44    |  |

| CD-sencillo México |                                       |          |  |
| N.º                | Título                                | Duración |  |
| 1.                 | «Ni Una Sola Palabra» (Álbum Versión) | 03:44    |  |

| CD-sencillo España |                                       |          |  |
| N.º                | Título                                | Duración |  |
| 1.                 | «Ni Una Sola Palabra» (Álbum Versión) | 03:44    |  |

## Posicionamiento en listas
| Estados Unidos | Billboard Hot 100                | 98 |
| Estados Unidos | Billboard Hot Latin Songs        | 1  |
| Estados Unidos | Billboard Latin Pop Songs        | 1  |
| Estados Unidos | Billboard Radio Songs            | 50 |
| Estados Unidos | Billboard Regional Mexican Songs | 4  |
| Estados Unidos | Billboard Tropical Songs         | 2  |
| España         | PROMUSICAE                       | 1  |
| México         | Los 40                           | 3  |
| Paraguay       | Radio Latina                     | 3  |